# Goliad
Goliad è un centro abitato degli Stati Uniti d'America situato nella contea di Goliad (di cui è capoluogo) dello Stato del Texas. Fa parte dell'area metropolitana di Victoria, Texas. Goliad si trova sulla U.S. Highway 59.

## Geografia fisica
Goliad è situata a 28°04′00″N 97°02′04″W (28.669, -97.392).[22]
Secondo lo United States Census Bureau, ha un'area totale di 1,5 miglia quadrate (3,9 km²).

## Società

### Evoluzione demografica
Secondo il censimento del 2000, 1.975 persone, 749 nuclei familiari e 518 famiglie risiedevano nella città. La densità di popolazione era di 1.294,3 persone per miglio quadrato (498,4/km²). C'erano 877 unità abitative a una densità media di 574,7 per miglio quadrato (221,3/km²). La composizione etnica della città era formata dal 75,44% di bianchi, il 6,08% di afroamericani, lo 0,35% di nativi americani, lo 0,61% di asiatici, il 14,99% di altre razze, e il 2,53% di due o più etnie. Ispanici o latinos di qualunque razza erano il 49,72% della popolazione.
Dei 749 nuclei familiari, il 33,9% aveva figli di età inferiore ai 18 anni, il 51,7% erano coppie sposate conviventi, il 12,8% aveva un capofamiglia femmina senza marito, e il 30,8% non erano famiglie. Circa il 28,7% di tutti i nuclei familiari erano individuali, e il 15,8% aveva componenti con un'età di 65 anni o più che vivevano da soli. Il numero di componenti medio di un nucleo familiare era di 2,49 e quello di una famiglia era di 3,04.
Vi erano il 26,3% di persone sotto i 18 anni, il 7,2% di persone dai 18 ai 24 anni, il 24,4% di persone dai 25 ai 44 anni, il 21,3% di persone dai 45 ai 64 anni, e il 20,8% di persone di 65 anni o più. L'età media era di 39 anni. Per ogni 100 femmine, c'erano 91,0 maschi. Per ogni 100 femmine dai 18 anni in giù, c'erano 84,1 maschi.
Il reddito medio di un nucleo familiare era di 26.200 dollari, e per una famiglia era di 33.438 dollari. I maschi avevano un reddito medio di 28.889 dollari contro i 20.167 dollari delle femmine. Il reddito pro capite era di 13.997 dollari. Circa il 19,7% delle famiglie e il 23,1% della popolazione erano sotto la soglia di povertà, incluso il 31,5% di persone sotto i 18 anni e il 17,6% di persone di 65 anni o più.